# Жіноча збірна Баварії з хокею із шайбою
Жіноча збірна Баварії з хокею із шайбою  — представляла німецьку землю Баварію у міжнародних хокейних змаганнях. У 2009 року команда взяла участь у трьох міжнародних матчів.

## Історія
Жіноча збірна Баварії з хокею із шайбою зіграла свою першу гру у 2009 році проти збірної Іспанії на міжнародному жіночому турнірі з хокею із шайбою, як проводився у французькому Сержі. У турнірі брали участь збірні Баварії, Бельгії та Іспанії, а також три клубні команди, власне Сержі, яка представляла Францію, коледж Les Lynx d’Edouart Montpetit представляв Канаду та команда з міста Грефрат представляла Німеччину. Баварія виграла свій перший матч у Іспанії 10:1, у другом матчі перемогла збірну Бельгії 7:3, але проступилась усім трьом клубним командам. Збірна Баварії закінчила турнір на четвертому місце поступившись у матчі за третє місце команді з Грефрату.
Наступного року збірна Баварії провела товариський матч із збірною Франції у Фюссені та поступилась 1:6. 

## Статистика зустрічей
| Команда | І | В | Н | П | Ш     |
| ------- | - | - | - | - | ----- |
| Іспанія | 1 | 1 | 0 | 0 | 10: 1 |
| Бельгія | 1 | 1 | 0 | 0 | 7 : 3 |
| Франція | 1 | 0 | 0 | 1 | 1 : 6 |